# Amy Irving

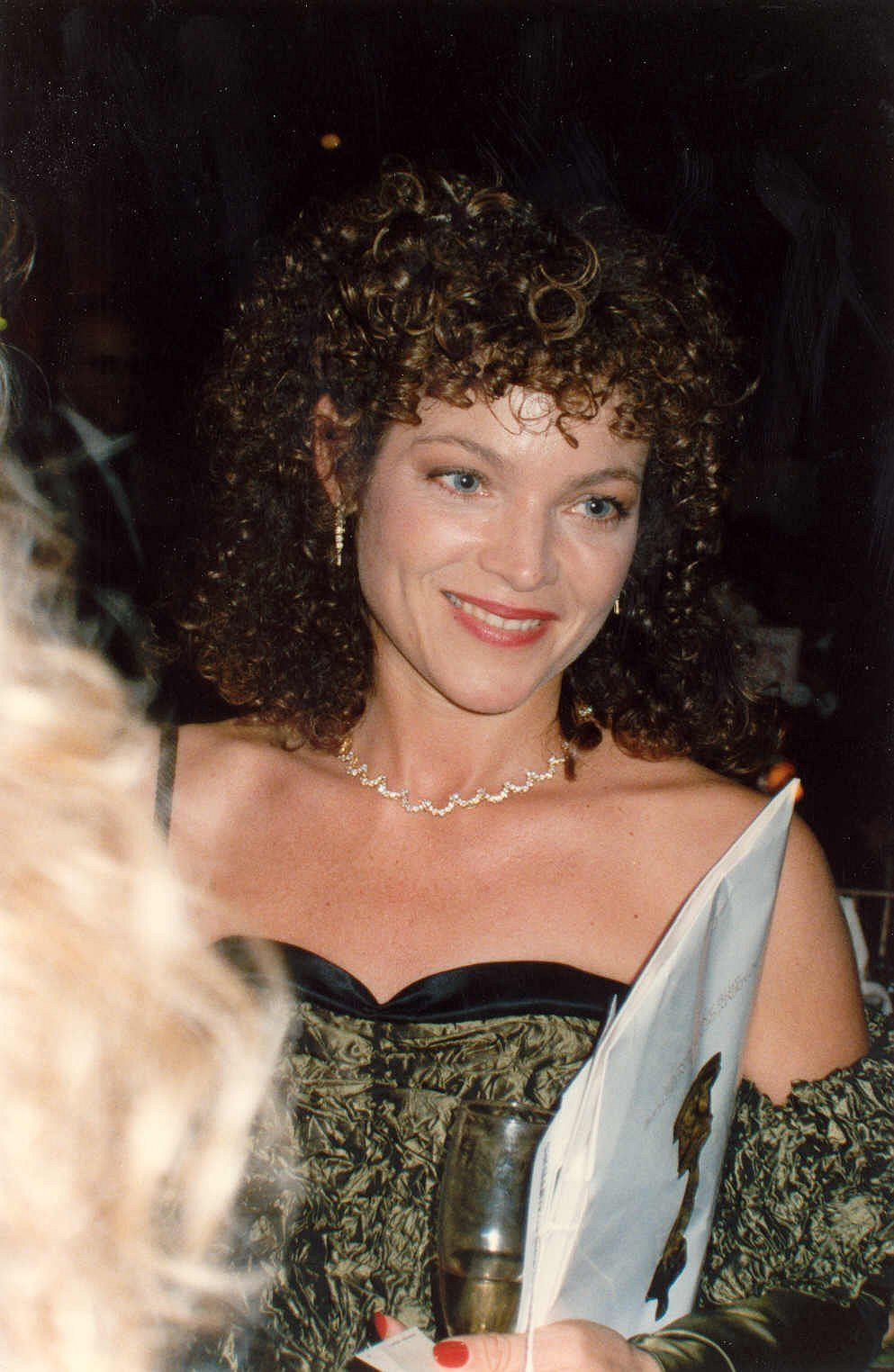
Amy Irving bei der Oscarverleihung 1989

Amy Davis Irving (* 10. September 1953 in Palo Alto, Kalifornien) ist eine US-amerikanische Schauspielerin und Sängerin.

## Leben und Karriere
Amy Irving ist die Tochter des Theaterregisseurs und Schauspielers Jules Irving (1925–1979) und der Charakterschauspielerin Priscilla Pointer (1924–2025). Sie wurde bereits durch ihre erste Filmrolle 1976 in Brian De Palmas Spielfilm Carrie – Des Satans jüngste Tochter bekannt. 1984 wurde sie für einen Oscar in der Kategorie Beste Nebendarstellerin für Barbra Streisands Yentl nominiert. Für ihre Rollen in Anastasia (1986) und Sarah und Sam (1988) erhielt sie jeweils eine Golden-Globe-Nominierung.
Irving heiratete am 27. November 1985 den Regisseur Steven Spielberg, die Ehe wurde 1989 geschieden – aufgrund ihres Ehevertrages soll sie dabei etwa 100 Millionen US-Dollar erhalten haben, ferner bekommt sie die Hälfte der Ausstrahlungsgebühren aller während der Ehe entstandenen Spielberg-Filme. Von 1996 bis 2005 war sie mit dem Regisseur Bruno Barreto verheiratet. Sie hat einen Sohn aus erster und einen aus zweiter Ehe.

## Filmografie (Auswahl)
- 1976: Carrie – Des Satans jüngste Tochter (Carrie)
- 1976: I’m a Fool
- 1978: Teufelskreis Alpha (The Fury)
- 1979: Eine Welt ohne Ton (Voices)
- 1980: On the Road Again (Honeysuckle Rose)
- 1980: Das große Finale (The Competition)
- 1983: Yentl
- 1984: Palast der Winde (The Far Pavilions)
- 1984: Micki and Maude
- 1986: Anastasia: The Mystery of Anna
- 1987: Rumpelstilzchen
- 1988: Falsches Spiel mit Roger Rabbit (Who Framed Roger Rabbit, als Gesangsstimme von Jessica Rabbit)
- 1988: Crossing Delancey
- 1990: Die Stärke der Macht (A Show of Force)
- 1991: Feivel, der Mauswanderer im Wilden Westen (An American Tail: Fievel Goes West, Synchronstimme im Original)
- 1993: Benefit of the Doubt
- 1993: Im Bann des Zweifels (Benefit of the Doubt)
- 1995: Kleptomania
- 1996: Carried Away
- 1996: Ich bin nicht Rappaport (I’m Not Rappaport)
- 1997: Harry außer sich (Deconstructing Harry)
- 1998: One Tough Cop
- 1999: The Confession – Das Geständnis (The Confession)
- 1999: Carrie 2 – Die Rache (The Rage: Carrie 2)
- 1999: Bossa Nova
- 1999: Mord nach Schulschluss (Blue Ridge Fall)
- 2000: Traffic – Macht des Kartells (Traffic)
- 2001: Alias – Die Agentin (Alias, Fernsehserie)
- 2002: Thirteen Conversations About One Thing
- 2002: Bis in alle Ewigkeit (Tuck Everlasting)
- 2005: Hide and Seek
- 2005: Law & Order: Special Victims Unit (Fernsehserie, 1 Episode)
- 2009: Adam – Eine Geschichte über zwei Fremde. Einer etwas merkwürdiger als der Andere. (Adam)
- 2010:  Dr. House (Fernsehserie, Folge 7x03 Mit anderen Worten)
- 2018: Unsane – Ausgeliefert (Unsane)
- 2021: A Mouthful of Air

## Auszeichnungen
Oscar
- 1984: Nominierung als Beste Nebendarstellerin für Yentl

Golden Globe
- 1987: Nominierung als Beste Hauptdarstellerin – Miniserie oder TV—Film für Anastasia: The Mystery of Anna
- 1989: Nominierung als Beste Hauptdarstellerin – Komödie oder Musical für Crossing Delancey

Goldene Himbeere
- 1981: Schlechteste Nebendarstellerin für Honeysuckle Rose
- 1984: Nominierung als Schlechteste Nebendarstellerin für Yentl

Screen Actors Guild Award
- 2001: Herausragende Besetzung in einem Spielfilm für Traffic – Macht des Kartells